# Aldo Baerten
Aldo Baerten is een Belgisch fluitist.

## Opleiding
Baerten studeerde bij Peter-Lukas Graf aan de Musikhochschule Basel, waar hij het solistendiploma behaalde, en verder bij Philippe Boucly aan het Richard Strauss-Konservatorium in München. Hij won prijzen op een aantal concoursen: Maria Callas in Barcelona, de internationale muziekwedstrijd in Wenen, Axion Classics, Jong Talent, Quantz en de Nationale Instrumentenwedstrijd.

## Activiteiten
Baerten is eerste fluitist van het Antwerpse orkest, het Antwerp Symphony Orchestra. Daarnaast is Baerten gastspeler bij het Chamber Orchestra of Europe, Mahler Chamber Orchestra, I Fiamminghi, European Union Opera en het Rotterdams Philharmonisch Orkest, swedish chamber orchestra, Dallas Symphony. Hij geeft les aan het Koninklijk Conservatorium Antwerpen in België, het Utrechts Conservatorium in Nederland en aan de Musikhochschule Köln/Aachen. Ook geeft hij masterclasses in België, Nederland, Frankrijk, Mexico en de Verenigde Staten.
Hij speelde als solist met onder andere het Südwestdeutsches Kammerorchester, RSO Basel, het Nationaal Orkest van België, het Orchestre de Chambre de Wallonie en zijn eigen orkest het Antwerp Symphony Orchestra.
Aldo Baerten is Powell Flutes artist.